# Phoradendron paradoxum
Phoradendron paradoxum är en sandelträdsväxtart som beskrevs av Ignatz Urban. Phoradendron paradoxum ingår i släktet Phoradendron och familjen sandelträdsväxter. Inga underarter finns listade i Catalogue of Life.